# Idiodonus josea
Idiodonus josea är en insektsart som beskrevs av Ball 1900. Idiodonus josea ingår i släktet Idiodonus och familjen dvärgstritar. Inga underarter finns listade i Catalogue of Life.